# Allianz Arena
Allianz Arena (pronunție în germană [ʔaˈli̯ant͡s ʔaˈʁeːna]) este un stadion de fotbal situat în nordul orașului München, în Bavaria, Germania. Pe Allianz Arena au avut loc meciurile echipelor FC Bayern München și TSV 1860 München începând cu sezonul 2005/2006 (deschis pe 30 mai 2005). Pe durata Campionatului Mondial de Fotbal 2006, stadionul a fost denumit FIFA World Cup Stadium Munich. În competițiile UEFA de club, el este numit Fußball Arena München, și a găzduit Finala Ligii Campionilor 2012. Stadionul este poreclit Schlauchboot (lotcă). Cu începutul sezonului 2017/2018, numai clubul FC Bayern München joacă în acest stadion. Clubul 1860 München, care a fost, din 2006, sublocatar, a fost retrogradat din 2. Bundesliga în Regionalliga Bayern (actual 3. Liga), iar contractul de închiriere a fost reziliat. El dispută meciurile sale în Grünwalder Stadion cu în prezent 15.000 de locuri
Capacitatea stadionului a fost lărgită începând cu sezonul 2014/15: El are acum loc pentru 75.000 de spectatori (pentru jocuri internaționale ceva mai mult decât 71.000) cu 57.343 locuri de șezut, 13.794 locuri de stat în picioare, 1.374 locuri de lojă, 2.152 locuri de Business Seats (inclusiv 102 locuri pentru membrii VIP) și 966 pentru sponsori.

## Campionatul Mondial de Fotbal 2006
Stadionul a fost una din arenele gazdă la Campionatul Mondial de Fotbal 2006. Totuși, din cauza regulamentului FIFA privind denumirile comerciale, arena s-a numit FIFA World Cup Stadium Munich pe durata Campionatului Mondial.

## Campionatul European de Fotbal 2020
Pentru a 60-a aniversare a Campionatului European de fotbal, UEFA EURO 2020 a fost alocat pentru o singură dată în toate colțurile continentului: de la Bilbao la Baku, de la Copenhaga via München la Roma. În capitala Bavariei, vor fi jucate în total patru partide ale Campionatului European: pe 16, 20 și 24 iunie 2020, astfel Allianz Arena (ce se va numii în acest timp Fußball Arena München) va fi locul pentru trei meciuri din preliminarii, (toate 3 partide cu participare germană), iar pe 3 iulie, turneul va face o altă oprire la München pentru un meci din sferturile de finală.

## Meciurile care au avut loc aici în cadrul Campionatului Mondial de Fotbal 2006

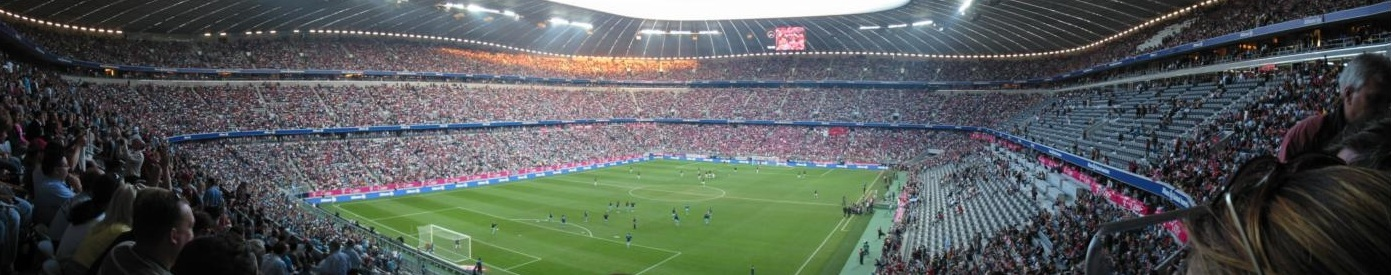
Allianz Arena la unui meci dintre Bayern München și TSV 1860 München, 10 iunie 2005

| Data         | Ora (CEST) | Echipa #1        | Scor | Echipa #2            | Runda         | Spectatori |
| ------------ | ---------- | ---------------- | ---- | -------------------- | ------------- | ---------- |
| 9 June 2006  | 18.00      | Germania         | 4–2  | Costa Rica           | Grupa A       | 69,451     |
| 14 June 2006 | 18.00      | Tunisia          | 2–2  | Arabia Saudită       | Grupa H       | 69,451     |
| 18 June 2006 | 18.00      | Brazilia         | 2–0  | Australia            | Grupa F       | 69,451     |
| 21 June 2006 | 21.00      | Coasta de Fildeș | 3–2  | Serbia și Muntenegru | Grupa C       | 69,451     |
| 24 June 2006 | 17.00      | Germania         | 2–0  | Suedia               | 1/8 de finală | 69,451     |
| 5 July 2006  | 21.00      | Portugalia       | 0–1  | Franța               | Semifinală    | 69,451     |

## Galerie

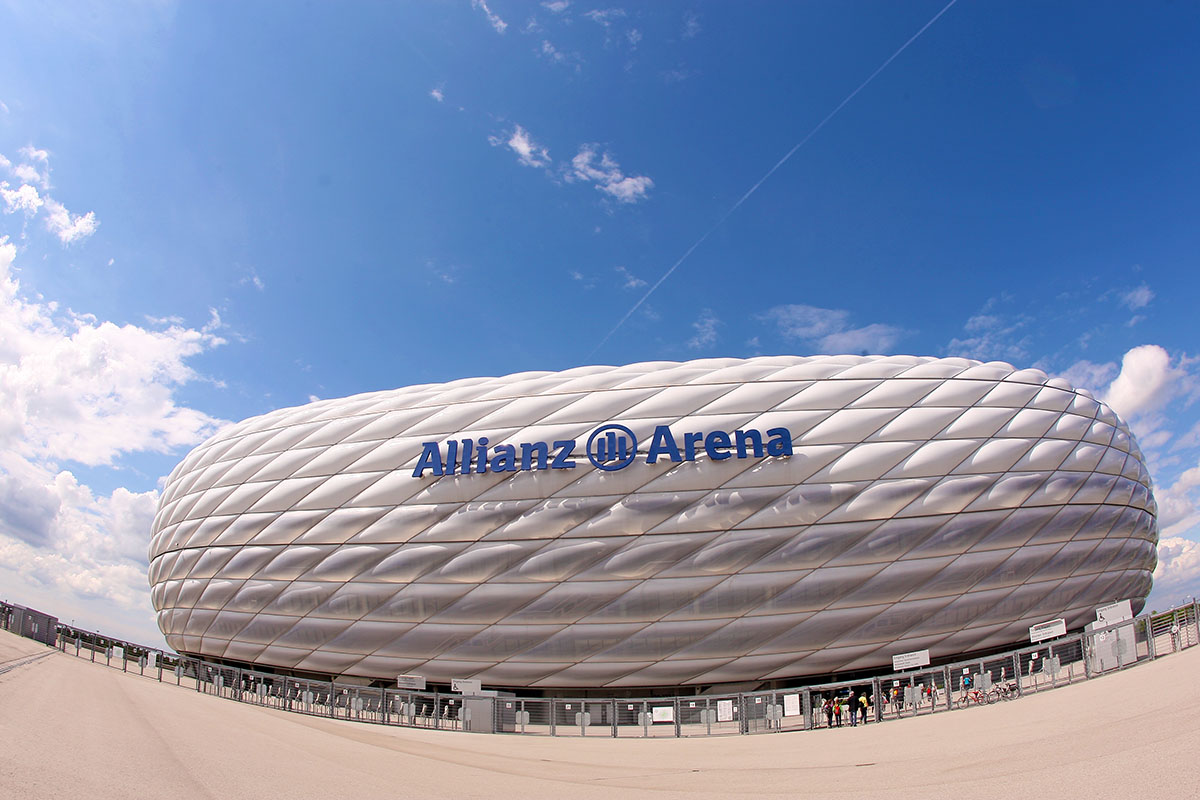
Allianz Arena
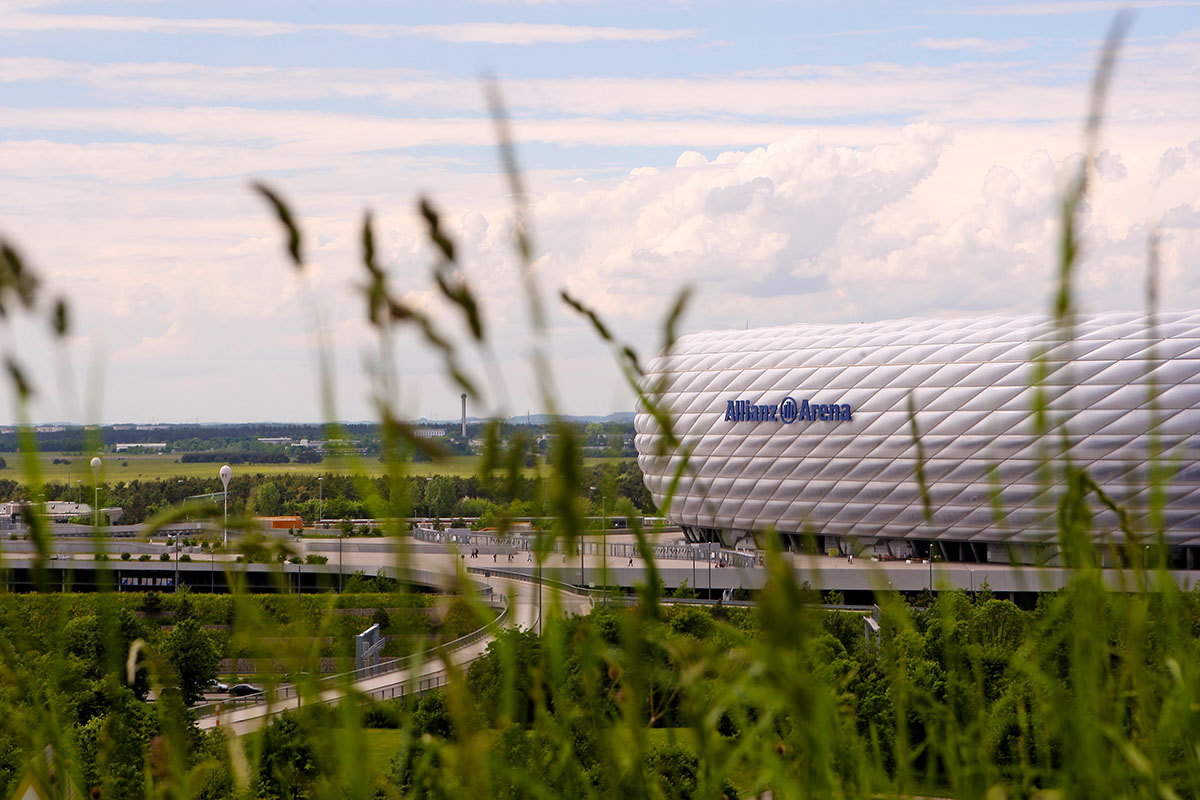
Allianz Arena, ziua
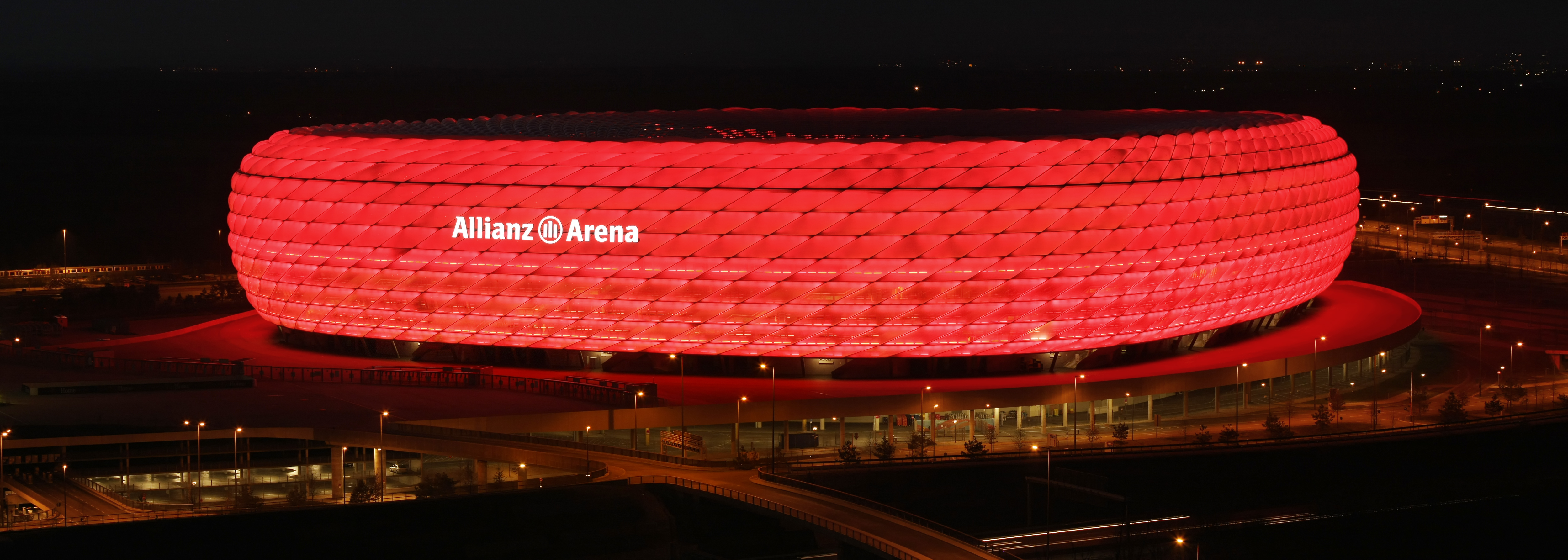
Allianz Arena, seara
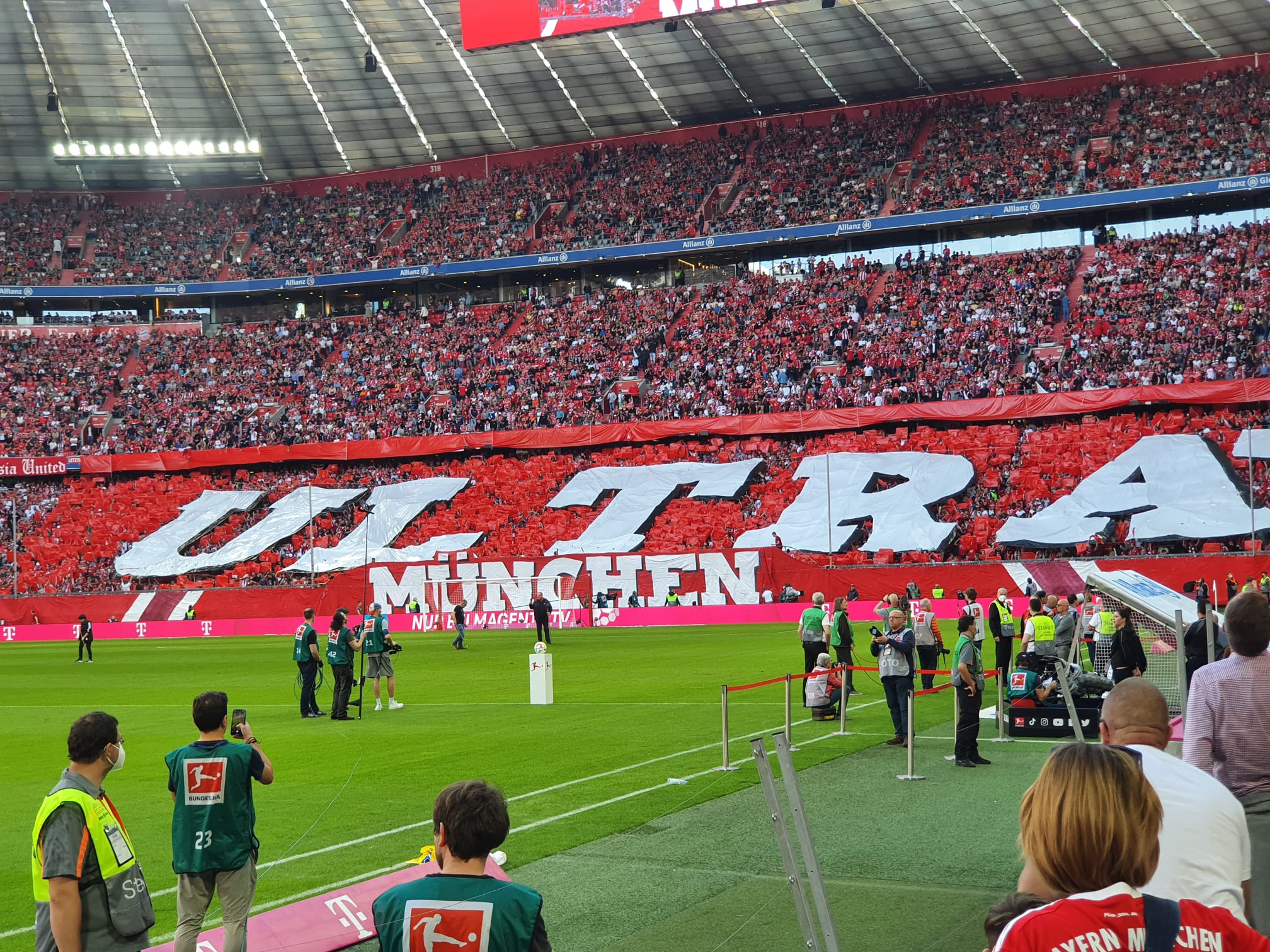
În stadion